# ソンコ・マージュ
ソンコ・マージュ（Sonko Mayu、1935年〈昭和10年〉2月20日 - ）は、日本の音楽家、ギタリスト、フォルクローレ奏者。栃木県栃木市出身。本名は荒川 義男（あらかわ よしお）。

## 来歴
1966年、スペイン政府奨学生として留学し、アンドレス・セゴビアやホセ・トマスに師事したのち、南米で民俗音楽を研究。1967年、アルゼンチンのフォルクローレ奏者であるアタウアルパ・ユパンキの弟子となり、愛用のギターを贈られ、ソンコ・マージュ（ケチュア語で『心の川』の意）と名づけられる。ギターは1953年製の初代ヌーニェスである。
1974年にLP「復活」を発表した時点では、ユパンキの作品のみをレパートリーとし、その奏法をコピーして活動していた。
1983年、ペルーの首都・リマのライオンズクラブから名誉賞を受ける。1998年、国際芸術文化賞、国際文化栄誉賞を受賞。

## ディスコグラフィ
LP
- 「ギターの詩情」（ミノルフォン）1972年＊廃盤
- 「復活」（エレックレコード）1974年＊廃盤
- 「ひとりで旅に出た」（CBSソニー）1976年＊廃盤
- 「インディオの道」（ユピテル）1980年＊廃盤
- 「漁民堂ライブ」1985年＊廃盤

CD
- 「ライブ イン 洞戸」（フォンテック）1989年
- 「ソンコマージュの世界（ベスト版）」（フォンテック）2001年
- 「大地は待っている」2005年

## 著書など
- 対談集『心、風景、そして歌』1974年（アデイン書房）対談：五木寛之、水木しげる、野坂昭如、横尾忠則
- 翻訳『インディオの歌』アタウアルパ・ユパンキ著、1976年（集英社文庫）＊絶版
- エッセイ集『ギターは風の歌をつれて』1980年（講談社）＊絶版
- 翻訳『風の歌』アタウアルパ・ユパンキ著、1998年（現代ギター社）
- 楽譜「アタウアルパ・ユパンキ愛奏曲集」（現代ギター社）